# Miguel de las Cuevas
Miguel Ángel de las Cuevas Barberá (Alicante, 19 de junio de 1986) es un exfutbolista español que jugaba de centrocampista.

## Trayectoria
Comenzó a jugar en el C. D. Agustinos Alicante. Con siete años fue fichado por el Kelme C. F., donde estuvo hasta categoría cadete. Posteriormente, el Valencia C. F. se hizo con sus servicios y llegó a hacer unas pruebas en La Masía con el F. C. Barcelona pero, al estar comprometido con el Valencia, no pudo fichar por el conjunto azulgrana. Al comenzar su primer año como juvenil, fue traspasado por el Hércules C. F., donde alternó partidos con el juvenil y entrenamientos con el primer equipo. Debutó con el primer equipo del Hércules en Segunda División B en la temporada 2002-03, de la mano del entrenador serbio Josip Višnjić, en un encuentro contra el Novelda C. F. disputado el 18 de mayo de 2003. Sin embargo, no se hizo un hueco en el equipo herculano hasta la campaña 2004-05, en la que alcanzó la titularidad, y fue un jugador importante en el ascenso a Segunda División y en la posterior permanencia en la categoría de plata, en la temporada 2005-06.
En la temporada 2006-07, el Club Atlético de Madrid lo contrató hasta 2011 tras abonar los 300 000 euros de su cláusula de rescisión. El 13 de agosto de 2006, cayó lesionado de gravedad tras una entrada de Jorge Brítez en el estadio de Riazor, mientras se disputaba el partido por el tercer y cuarto puesto del Trofeo Teresa Herrera, que enfrentaba al Atlético contra el Nacional de Montevideo. Sufrió una fractura-luxación del tobillo izquierdo, además de dañarse el ligamento lateral interno, lo que le mantuvo alejado de los terrenos de juego más de un año. A finales de agosto de 2007, el S. L. Benfica se interesó por la evolución de su lesión con la intención de incorporarlo a su plantilla, lo cual no fructificó finalmente. El 12 de diciembre del mismo año, debutó en competición oficial con el Atlético de Madrid en el estadio Escribano Castilla ante el Granada 74 C. F., en el partido de ida correspondiente a los dieciseisavos de final de la Copa del Rey, tras 486 días de lesión. Sustituyó a Diego Forlán en el inicio del segundo tiempo. A partir de entonces, fue contando con más minutos de juego en el equipo del mexicano Javier Aguirre. En la temporada 2008-09, De las Cuevas disputó muchos encuentros de Liga y fue titular en el segundo partido de la fase de grupos de la Liga de Campeones, que se jugó en el estadio Vicente Calderón contra el Olympique de Marsella.
En junio de 2009, se confirmó su fichaje por el Real Sporting de Gijón para las siguientes cuatro temporadas. En la primera de ellas, disputó treinta y siete partidos de Liga en los que marcó un total de ocho goles y fue determinante para la permanencia del equipo en Primera División. En la 2010-11, marcó el gol que dio la victoria al Sporting en el estadio Santiago Bernabéu ante el Real Madrid C. F., tercera en la historia de los rojiblancos y que puso fin, además, a la racha de 150 partidos consecutivos sin perder como local encadenados por el entrenador José Mourinho en competición de liga.
El 10 de enero de 2013 se concretó su cesión al C. A. Osasuna hasta el 30 de junio del mismo año, con una cláusula en el contrato por la cual el equipo navarro debía hacerse en propiedad con el jugador en caso de lograr la permanencia en Primera División. Durante la segunda vuelta del campeonato, Miguel disputó dieciséis partidos y anotó el tercer gol en la victoria a domicilio frente al Real Valladolid C. F. por 1-3. Al final de la temporada, tras certificar Osasuna su continuidad en la máxima categoría, se efectuó su traspaso a cambio de 1,2 millones de euros, a repartir a partes iguales entre el Sporting de Gijón y el Atlético de Madrid debido a una de las cláusulas de la operación entre ambos clubes en 2009. En la temporada 2013-14, en la que Osasuna descendió tras catorce años en la máxima categoría, compitió en veinticuatro partidos y se ausentó durante siete jornadas entre los meses de febrero y marzo por la fractura de un dedo del pie izquierdo. El 29 de enero de 2015 llegó a un acuerdo para desvincularse del club.
El 30 de enero de 2015 se anunció su incorporación al Spezia Calcio 1906 de la Serie B italiana. A finales de septiembre del mismo año le fue detectada una anomalía cardiaca debido a la cual tuvo que someterse a una intervención quirúrgica y cuyo tiempo de recuperación se estimó en seis meses. El 1 de febrero de 2016 se anunció su desvinculación del club italiano y su regreso al Osasuna, con el que consiguió ascender a Primera División al término de la campaña 2015-16. Abandonó el club dos temporadas después, momento en que finalizó su contrato. El 31 de agosto de 2018 se anunció su fichaje por el Córdoba C. F. para la campaña 2018-19. Se marchó en 2023 después de cinco años en el club y antes de acabar el mes de agosto firmó por una temporada con el Orihuela C. F. que había ascendido a Segunda Federación. Este acabó siendo su último equipo antes de anunciar su retirada el 3 de febrero de 2025.

## Selección nacional
En 2005 fue convocado por la selección española sub-19 para disputar el Pre-Europeo celebrado en Badajoz, debutando en el encuentro ante Israel el día 12 de abril. Dos días más tarde, volvió a jugar contra Portugal, en un encuentro que acabó con victoria española por 2-0.

## Clubes
| Club                    | País   | Año       |
| ----------------------- | ------ | --------- |
| Hércules C. F. "B"      | España | 2002-2004 |
| Hércules C. F.          | España | 2004-2006 |
| Club Atlético de Madrid | España | 2006-2009 |
| Real Sporting de Gijón  | España | 2009-2013 |
| C. A. Osasuna           | España | 2013-2015 |
| Spezia Calcio 1906      | Italia | 2015-2016 |
| C. A. Osasuna           | España | 2016-2018 |
| Córdoba C. F.           | España | 2018-2023 |
| Orihuela C. F.          | España | 2023-2024 |